# 戸川大輔
戸川 大輔（とがわ だいすけ、1996年4月29日 - ）は、北海道沙流郡日高町出身の元プロ野球選手（外野手）。右投左打。

## 経歴

### プロ入り前
日高町立厚賀小学校2年生の時に投手として野球を始め、日高町立厚賀中学校時代は札幌グロウィングス（現・札幌北広島ボーイズ）でプレーした。北海高等学校では1年生時の秋に背番号「1」でベンチ入りし、2年生時の秋に投手から外野手に転向した。3年生時の第96回全国高等学校野球選手権大会・南北海道大会札幌予選では2回戦で北海道札幌南高等学校に敗れている。高校通算13本塁打。同期に佐藤龍世がいる。
2014年10月23日に行われたドラフト会議で、埼玉西武ライオンズから育成選手ドラフト1位指名され、支度金350万円、年俸300万円（金額は推定）で仮契約を結んだ。西武としては初の高卒の育成選手となった。背番号は122。

### 西武時代
2015年は二軍で50試合に出場した。オフの11月11日に、2016年の支配下選手契約が締結され、併せて背番号が71に変更された。
2016年は一軍での出場はなく二軍で76試合に出場し、打率.185、1本塁打、8打点、4盗塁だった。
2019年は4月5日にプロ入り後、一軍に初昇格する。4月6日、対北海道日本ハムファイターズ2回戦（東京ドーム）、8回表に木村文紀の代打で出場、プロ初出場、初打席となる。プロ初打席は吉田侑樹に打ち取られ二ゴロに終わる。その後、一軍登録を抹消されるが5月24日に一軍再昇格すると、5月25日の北海道日本ハムファイターズ戦（メットライフドーム）でプロ初スタメンとなり1回裏にジョニー・バーベイトからプロ初安打を記録する。続いて5月31日の千葉ロッテマリーンズ戦（ZOZOマリンスタジアム）では5回表に二木康太からプロ初本塁打を放った。一軍では10試合に出場して打率.174、1本塁打、1打点だった。オフの11月25日、2020年シーズンより背番号を65に変更することが発表された。
2020年は9月3日に一軍登録されると同日に代打でシーズン初打席初安打を放った。翌日にはスタメン起用されるなど出場機会を得たが、8打席連続ノーヒットで同11日に登録抹消となり、そのまま二軍でシーズンを終えた。一軍では4試合の出場で打率.111だった。オフの12月15日に4歳年上の一般女性と同年7月15日に結婚していたことを発表した。
2021年は4月14日に椎間板ヘルニアの手術を受け、3か月以内の実戦復帰を目指していることが同28日に球団から発表された。リハビリを経て8月19日の二軍戦で実戦復帰した。シーズン終盤の10月1日に一軍昇格を果たし、8試合に出場したが17打数1安打と結果を残せなかった。
2022年は開幕から約1か月後の5月3日に出場選手登録されたが、一軍出場は同月に6試合で無安打に終わり、10月23日に戦力外通告を受けた。その後11月23日にベルーナドームで開催されたファン感謝祭にて現役引退を発表。同じくこの年限りでの引退を表明した十亀剣、佐野泰雄、武隈祥太、熊代聖人と共に引退セレモニーが行われた。

### 引退後
2023年からはライオンズアカデミーコーチを2年間務めた一方、実家の牧場で馬房の清掃や乗馬等をする中で馬産業への関心が高まり、その後2025年2月4日に本人のInstagramで北海道安平町のノーザンファームに入社したと発表した。

## 選手としての特徴・人物
長打力と走力を兼ね備えた外野手。50m走のタイムは5秒8。
卓球が得意。ある時、妹が中学校で卓球を習っており、家の近くで自主練習を行っている内に強くなった。妹は教員に習っていたが、自身はそれを観たり自分の感覚でやったりして体得した。卓球に関しては腕自慢の選手にも負けず、2018年の時点では「1回も負けたことがありません」とのこと。チームメイトの齊藤誠人と新潟遠征で卓球勝負したことがあるが、卓球自慢の齊藤と5点1ゲーム20セット行って自身が全セット取った。
実家は父が代表を務める競走馬生産牧場「戸川牧場」で、競走馬の「ダイシンオレンジ」「サムライジャパン」や、2015年の安田記念・マイルチャンピオンシップ・香港マイル・2016年のチャンピオンズマイル・天皇賞（秋）・香港カップで勝利した「モーリス」などを生産しており、後のモーリスの誕生を中学時代に目にした他、北海道日本ハムファイターズの杉谷拳士から「モーリス」の仇名で声をかけられる等モーリスの存在が励みになったと述懐している。

## 詳細情報

### 年度別打撃成績
| 年 度     | 球 団     | 試 合 | 打 席 | 打 数 | 得 点 | 安 打 | 二 塁 打 | 三 塁 打 | 本 塁 打 | 塁 打 | 打 点 | 盗 塁 | 盗 塁 死 | 犠 打 | 犠 飛 | 四 球 | 敬 遠 | 死 球 | 三 振 | 併 殺 打 | 打 率 | 出 塁 率 | 長 打 率 | O P S |
| --------- | --------- | ----- | ----- | ----- | ----- | ----- | -------- | -------- | -------- | ----- | ----- | ----- | -------- | ----- | ----- | ----- | ----- | ----- | ----- | -------- | ----- | -------- | -------- | ----- |
| 2019      | 西武      | 10    | 25    | 23    | 3     | 4     | 1        | 0        | 1        | 8     | 1     | 0     | 1        | 0     | 0     | 2     | 0     | 0     | 4     | 0        | .174  | .240     | .348     | .588  |
| 2020      | 西武      | 4     | 9     | 9     | 1     | 1     | 0        | 0        | 0        | 1     | 0     | 0     | 0        | 0     | 0     | 0     | 0     | 0     | 0     | 0        | .111  | .111     | .111     | .222  |
| 2021      | 西武      | 8     | 18    | 17    | 0     | 1     | 0        | 0        | 0        | 1     | 1     | 0     | 0        | 0     | 1     | 0     | 0     | 0     | 5     | 0        | .059  | .056     | .059     | .114  |
| 2022      | 西武      | 6     | 7     | 6     | 1     | 0     | 0        | 0        | 0        | 0     | 0     | 0     | 0        | 0     | 0     | 0     | 0     | 1     | 3     | 0        | .000  | .143     | .000     | .143  |
| 通算：4年 | 通算：4年 | 28    | 59    | 55    | 5     | 6     | 1        | 0        | 1        | 10    | 2     | 0     | 1        | 0     | 1     | 2     | 0     | 1     | 12    | 0        | .109  | .153     | .182     | .334  |

### 年度別守備成績
| 年 度 | 球 団 | 一塁  | 一塁  | 一塁  | 一塁  | 一塁  | 一塁     | 外野  | 外野  | 外野  | 外野  | 外野  | 外野     |
| 年 度 | 球 団 | 試 合 | 刺 殺 | 補 殺 | 失 策 | 併 殺 | 守 備 率 | 試 合 | 刺 殺 | 補 殺 | 失 策 | 併 殺 | 守 備 率 |
| ----- | ----- | ----- | ----- | ----- | ----- | ----- | -------- | ----- | ----- | ----- | ----- | ----- | -------- |
| 2019  | 西武  | 1     | 2     | 0     | 0     | 0     | 1.000    | 9     | 18    | 1     | 2     | 0     | .905     |
| 2020  | 西武  | -     | -     | -     | -     | -     | -        | 2     | 2     | 1     | 0     | 0     | 1.000    |
| 2021  | 西武  | -     | -     | -     | -     | -     | -        | 7     | 14    | 0     | 0     | 0     | 1.000    |
| 2022  | 西武  | 1     | 4     | 0     | 0     | 0     | 1.000    | 1     | 2     | 0     | 0     | 0     | 1.000    |
| 通算  | 通算  | 2     | 6     | 0     | 0     | 0     | 1.000    | 19    | 36    | 2     | 2     | 0     | .950     |

### 記録
初記録
- 初出場・初打席：2019年4月6日、対北海道日本ハムファイターズ2回戦（東京ドーム）、8回表に木村文紀の代打で出場、吉田侑樹から二塁ゴロ
- 初先発出場：2019年5月25日、対北海道日本ハムファイターズ11回戦（メットライフドーム）、「8番・右翼手」で先発出場
- 初安打：同上、1回裏にジョニー・バーベイトから左翼線二塁打
- 初打点・初本塁打：2019年5月31日、千葉ロッテマリーンズ9回戦（ZOZOマリンスタジアム）、5回表に二木康太から右越ソロ

### 背番号
- 122（2015年）
- 71（2016年[8] - 2019年）
- 65（2020年[13] - 2022年）